# Anita Yuen
Anita Yuen Wing-yi (cinese tradizionale: 袁詠儀; cinese semplificato: 袁咏仪; pinyin: Yuán Yǒngyí; jyutping: Jyun4 Wing6 Ji4; Hong Kong, 4 settembre 1971) è un'attrice, modella e doppiatrice cinese di Hong Kong, con origini di Dongguan, nel Guangdong, Cina continentale. Nel 1990 è stata vincitrice del concorso di bellezza Miss Hong Kong.

## Biografia

### Carriera da modella
All'età di 18 anni, Anita Yuen ha partecipato e vinto il concorso di bellezza Miss Hong Kong 1990. Durante la semifinale del concorso, il 5 agosto 1990, le è stato assegnato anche il premio di "Miss Fotografia". Durante la finale del 21 agosto 1990, Anita vinse contro una delle favorite della giuria, Helen Yung, che si piazzò al secondo posto e vinse altri due premi in palio. L'anno successivo, Anita rappresentò Hong Kong nel concorso Miss Chinese International, tenutosi il 2 febbraio, vincendo il secondo premio. Lo stesso anno, partecipò anche a Miss Universo 1991 a Las Vegas (Nevada), tuttavia si piazzò al 60º posto senza entrare neanche nella top 10 delle favorite.

### Carriera cinematografica
Il ruolo cinematografico più riconosciuto di Anita è stato quello della protagonista femminile nel lungometraggio del 1993 C'est la vie, mon chéri, diretto da Derek Yee, seguito l'anno successivo dal successo come protagonista in He's a Woman, She's a Man, come controparte di Leslie Cheung. Entrambi i ruoli le hanno valso il premio come "Miglior Attrice" agli Hong Kong Film Awards. Nonostante la vasta carriera cinematografica, tuttavia, l'attrice è particolarmente conosciuta in patria per aver recitato in un gran numero di serie televisive, in particolare collaborazioni tra la televisione della Cina continentale e quella di Taiwan. Uno dei suoi ruoli più riconosciuti è quello dell'eroina delle leggende cinesi Hua Mulan.

## Vita privata
Sposata con il cantante ed attore di Hong Kong Julian Cheung, a maggio del 2006 l'attrice ha annunciato di essere incinta del suo primo figlio. Il bambino, Morton Cheung, è nato il 12 novembre 2006. Il 23 giugno 2007, Anita Yuen è stata ospite nel talk show del canale televisivo TVB Be My Guest, durante il quale ha dichiarato di essersi sposata in segreto con Julian Cheung a San Francisco, negli Stati Uniti, nel 2001.

## Filmografia

### Televisione
| Anno | Titolo                               | Ruolo               | Rete televisiva | Premi | Note              |
| ---- | ------------------------------------ | ------------------- | --------------- | --- | ----------------- |
| 1991 | Be My Guest                          | Fong On Yee         | TVB             | |                   |
| 1992 | Angel's Call                         | Ling Shanshan       | TVB             | |                   |
| 1999 | Hua Mulan                            | Hua Mulan           | CTV             | |                   |
| 2000 | State of Divinity                    | Ren Yingying        | CTV             | |                   |
| 2001 | The New Adventures of Chor Lau Heung | Song Xihu           | CTS             | |                   |
| 2002 | The Monkey King                      | Dea del Nono Cielo  | TVB             | |                   |
| 2004 | The River Flows Eastwards            | Sufen               |                 | |                   |
| 2005 | Love's Lone Flower                   | Yun Fang            | CTS             | |                   |
| 2008 | Love Exchange                        | Sit Tze Yiu (Zita)  | TVB             | |                   |
| 2009 | Born Rich                            | Cheuk Yat-sam       | TVB             | Nomination – TVB Anniversary Awards, "Miglior Attrice" Nomination – TVB Anniversary Awards, "Miglior Personaggio Femminile" |                   |
| 2009 | Love in Trouble Time                 | Sam So              | ATV             | | Prodotto nel 2001 |
| 2011 | All Men Are Brothers                 | Moglie di Lin Chong |                 | |                   |
| 2012 | Police Woman Ambition                | TBA                 | TVB             | | Pre-produzione    |

### Cinema
| Anno | Titolo                                         | Ruolo              | Premi                                                                  | Note       |
| ---- | ---------------------------------------------- | ------------------ | ---------------------------------------------------------------------- | ---------- |
| 1992 | The Days of Being Dumb                         | Jane               | Hong Kong Film Awards, "Miglior Esordiente"                            |            |
| 1992 | Talk to Me Dicky                               |                    |                                                                        |            |
| 1992 | Handsome Siblings                              | Madam Ti           |                                                                        |            |
| 1993 | A Warrior's Tragedy                            | Ting Ling-Lam      |                                                                        |            |
| 1993 | Prince of Portland Street                      | Yao-Yao            |                                                                        |            |
| 1993 | Tom, Dick and Hairy                            | Fong               |                                                                        |            |
| 1993 | The Incorruptible                              | Joss Lee           |                                                                        |            |
| 1993 | Deadly China Hero                              | Miss Nine          |                                                                        |            |
| 1993 | Legend of the Liquid Sword                     | Red                |                                                                        |            |
| 1993 | The Sword Stained with Royal Blood             | Jade Ho            |                                                                        |            |
| 1993 | He Ain't Heavy, He's My Brother                | Yee/Lynn           |                                                                        |            |
| 1994 | From Beijing with Love                         | Siu Kam            |                                                                        |            |
| 1994 | He's a Woman, She's a Man                      | Lam Chi Wing       | Hong Kong Film Awards, "Miglior Attrice"                               |            |
| 1994 | C'est la vie, mon chéri                        | Min                | Hong Kong Film Awards, "Miglior Attrice"                               |            |
| 1994 | Crystal Fortune Run                            | Ko Kit             |                                                                        |            |
| 1994 | The True Hero                                  | Hung               |                                                                        |            |
| 1994 | I've Got You, Babe                             | Ron                |                                                                        |            |
| 1994 | The Worth of Silence                           | Kwong Mei-Chi      |                                                                        |            |
| 1994 | Crossings                                      | Mo-yung            |                                                                        |            |
| 1994 | It's a Wonderful Life                          | Shou-Kit Ho        |                                                                        |            |
| 1994 | He & She                                       | Tai Lok-Yee        |                                                                        |            |
| 1994 | I Will Wait for You                            | Cheung Wai-Sum     |                                                                        |            |
| 1994 | Taste of Killing and Romance                   | Yu-Feng            |                                                                        |            |
| 1994 | Whatever You Want                              | Ko Sau-Ping        |                                                                        |            |
| 1994 | Tears and Triumph                              | Sai Ming-Jun       |                                                                        |            |
| 1995 | Heaven Can't Wait                              | Signora della Luna |                                                                        |            |
| 1995 | Just Married                                   |                    |                                                                        |            |
| 1995 | The Chinese Feast                              | Au Ka-Wai          |                                                                        |            |
| 1995 | The Age of Miracles                            | Signora Sheung     |                                                                        |            |
| 1995 | Tragic Commitment                              | Lam Hiu-Tung       |                                                                        |            |
| 1995 | Thunderbolt - Sfida mortale                    | Amy Yip            |                                                                        |            |
| 1995 | The Golden Girls                               | Mei-Ball           |                                                                        |            |
| 1995 | I Want to Go on Living                         | Yip Fan            |                                                                        |            |
| 1995 | 01:00 A.M.                                     | Fong Siu-Yin       |                                                                        |            |
| 1995 | Tricky Business                                | Moon               |                                                                        |            |
| 1996 | Entrance of the P-Side                         | Yip Yuk-Sum        | Nomination - Hong Kong Film Awards, "Miglior Attrice non Protagonista" |            |
| 1996 | Tristar                                        | Bai Xuehua         |                                                                        |            |
| 1996 | Till Death Do Us Laugh                         | Yuen Siu-Wen       |                                                                        |            |
| 1996 | Who's the Woman, Who's the Man                 | Lam Chi Wing       |                                                                        |            |
| 1996 | Twinkle Twinkle Lucky Star                     | Beautiful          |                                                                        |            |
| 1997 | A Chinese Ghost Story: The Tsui Hark Animation | Xiaoqian           |                                                                        | Doppiaggio |
| 1997 | Hong Kong daiyasokai: Tatchi & Magi            | Cora               |                                                                        |            |
| 1997 | God of Gamblers 3: The Early Stage             | Seven              |                                                                        |            |
| 1997 | He Comes from Planet K                         | Moon               |                                                                        |            |
| 1997 | Up for the Rising Sun                          |                    |                                                                        |            |
| 1997 | The Wedding Days                               | Rachel Lam         |                                                                        |            |
| 1998 | Enter the Eagles                               | Lucy               |                                                                        |            |
| 1998 | Anna Magdalena                                 | Assistente Editore |                                                                        |            |
| 1998 | Till Death Do Us Part                          | BoBo               | Nomination - Hong Kong Film Awards, "Miglior Attrice"                  |            |
| 2000 | Don't Look Back... Or You'll Be Sorry!!        | Lisa               |                                                                        |            |
| 2000 | Lensman: Power of the Lens                     |                    |                                                                        | Doppiaggio |
| 2000 | Dragon Heat                                    |                    |                                                                        |            |
| 2003 | Kung Fu Girls                                  |                    |                                                                        |            |
| 2004 | Love Trilogy                                   | Chui               |                                                                        |            |
| 2005 | Love's Lone Flower                             | Yuanfeng           |                                                                        |            |
| 2007 | Protégé                                        | Moglie di Jong     | Nomination - Hong Kong Film Awards, "Miglior Attrice non Protagonista" |            |
| 2010 | 72 Tenants of Prosperity                       | Pinky              |                                                                        |            |
| 2011 | I Love Hong Kong                               |                    |                                                                        |            |
| 2013 | Ip Man - The Final Fight                       |                    |                                                                        |            |